# Xã York, Quận Fulton, Ohio
Xã York (tiếng Anh: York Township) là một xã thuộc quận Fulton, tiểu bang Ohio, Hoa Kỳ. Năm 2010, dân số của xã này là 4.145 người.